# Professor Satchafunkilus and the Musterion of Rock
Professor Satchafunkilus and the Musterion of Rock dvanaesti je studijski album američkog rock instrumentaliste Joe Satriania koji izlazi u travnju 2008.g.

Naslov je u Grko-biblijskoj konotaciji. Početni dio Professor Satchafunkilus je prošireni naziv njegovog nadimka, Satch. Drugi dio posebice Musterion, Grčka je riječ koja znači "Ne mogu biti poznat dok ne budem objavljen" (što je grubi prijevod). Satriani je krenuo na turneju koja je započela točno na dan objave albuma i trajala je do 11. travnja. Nakon toga 30. travnja Satriani kreće na svjetsku turneju koju je započeo u Lisbonu, Portugal, prije odlaska u Australiju, Južnu Amerikui nakon toga u jesen 2008. godine, povratak u Sjedinjene Države.
Professor Satchafunkilus proizveden je u produkciji Joea Satriania i Johna Cunibertia, a na izradi materijala sudjeluju još njegov dugogodišnji talentirani bubnjar Jeff Campitelli i renomirani basista Matt Bissonette. Posebnost na albumu je izvedba Joevog sina ZZ Satriania, koji svira tenor saksofon u uvodu za skladbu "Professor Satchafunkilus".
Kao i većina njegovih do sada snimljenih skladbi, i ovaj materijal na albumu nije se oslanjao toliko na osjećaje već na virtuoznost tehnike. Satriani je sposoban da svira s najboljima od najboljih ali ono što ga odvaja od drugih gitarista je njegova sposobnost da spoji tehničko sviranje i linijsku melodiju koja je dovoljno dobra da se može i otpjevati. Na albumu se nalaze dvije skladbe "Asik Vaysel" i "Andalusia", posvećene Turskom književniku Aşıku Veyselu. Satriani miksa neke skladbe pa one posvećene Aşıku Veyselu postaju najduže na materijalu.

## Popis pjesama
Sve pjesme napisao je Joe Satriani.
1. "Musterion" – 4:37
2. "Overdriver" – 5:06
3. "I Just Wanna Rock" – 3:27
4. "Professor Satchafunkilus" – 4:47
5. "Revelation" – 5:57
6. "Come On Baby" – 5:49
7. "Out of the Sunrise" – 5:43
8. "Diddle-Y-A-Doo-Dat" – 4:16
9. "Asik Vaysel" – 7:42
10. "Andalusia" – 6:51

### iTunes bonus pjesma
1. "Ghosts" – 4:29

## Izvođači
- Joe Satriani – Sve gitare, klavijature, vokali
- Matt Bissonette – bas-gitara
- Jeff Campitelli – bubnjevi
- ZZ Satriani – tenor saksofon
- John Cuniberti – udaraljke

## Vanjske poveznice
- allmusic.com - Professor Satchafunkilus and the Musterion of Rock - Joe Satriani